# Okushiri
Okushiri (奥尻島, Okushiri-tō) és una illa de Hokkaido, Japó. Té una superfície de 142.97 quilòmetres quadrats. La ciutat d'Okushiri i el Parc Natural de la Prefectura d'Hiyama abasten tota l'illa. Té moltes pastures d'ovelles i boscos de faigs.
El nom d'Okushiri prové del nom Ainu I-kus-un-sir (イクㇱウンシㇼ). La paraula fonètica ikus(un) significa un altre costat i sir vol dir illa. No obstant això, el significat japonès dels dos kanji utilitzats per al nom signifiquen "malucs de dona" o "les natges de dona".